# Ludger Schepers
Ludger Schepers (ur. 18 kwietnia 1953 w Oberhausen) – niemiecki duchowny rzymskokatolicki, biskup pomocniczy Essen od 2008.

## Życiorys
Święcenia kapłańskie otrzymał 2 marca 1979 i został inkardynowany do diecezji Essen. Pracował duszpastersko w różnych parafiach diecezji, był także dziekanem kilku dekanatów.
27 czerwca 2008 papież Benedykt XVI mianował go biskupem pomocniczym diecezji Essen, ze stolicą tytularną Neapolis in Proconsulari. Sakry biskupiej udzielił mu ówczesny ordynariusz Essen - bp Felix Genn.